# Nora Patrich
Nora Patrich (n. Florida - 1952) es una artista plástica argentina radicada en Vancouver entre 1982 y 2007, y desde esa fecha también en Buenos Aires. Ha sido galardonada con varias distinciones en Argentina y Canadá. Entre sus obras notables se encuentra el Monumento a las víctimas del Bombardeo de Plaza de Mayo, ubicado en el jardín de la Casa Rosada de Argentina. Sus pinturas se encuentran en el Vancouver Art Gallery (Canadá), Casa de las Américas (Cuba) y el Museo del Palacio Nacional de Guatemala, entre otros centros.

## Biografía
Nora Patrich nació en la localidad de Florida en la Provincia de Buenos Aires, Argentina. En la escuela secundaria se identificó con el peronismo revolucionario y comenzó a militar en la Unión de Estudiantes Secundarios (UES) y luego en la Juventud Universitaria Peronista (JUP), al iniciar la carrera de arquitectura en la Universidad de Buenos Aires. Poco después integró la organización guerrillera Fuerzas Armadas Revolucionarias fusionada en octubre de 1973 con la organización Montoneros. Estudió dibujo con el dibujante argentino Julio Martínez Howard y se adhirió al movimiento artístico Espartaco.
En 1972 se casó con Horacio Machi, también integrante de las FAR y miembro de la conducción nacional de la JUP, con quien tuvo dos hijos. En 1973 instaló con Ricardo Zucker una unidad básica en el barrio del Abasto (Buenos Aires) de la ciudad de Buenos Aires, para realizar tareas solidarias con los conventillos de la zona.
En 1974 Montoneros dispone el pase de sus integrantes a la clandestinidad. El 1 de marzo de 1977, durante la dictadura autodenominada Proceso de Reorganización Nacional asesinan a su esposo en Rosario dentro de un operativo del Ejército y la policía de Santa Fe, y la organización considera que es conveniente que abandone la Argentina.
Estuvo exiliada en Israel, España, Cuba, México -donde estudió en la Escuela de Arte y Diseño- y finalmente Canadá en 1982 donde desarrolló su carrera como artista plástica. 

En la ciudad en que se afinca, Vancouver, rápidamente será considerada como un referente obligado de la pintura latinoamericana y desarrollará una carrera vertiginosa y ascendente, que cotizará a sus cuadros entre los mejores y más renombrados. Así es que sus pinturas pueden contemplarse, en el Vancouver Art Gallery (Canadá), Casa de las Américas (Cuba) y el Museo del Palacio Nacional de Guatemala, entre otros sitios.
Roberto Baschetti

Su obra se caracteriza por una fuerte presencia de mujeres, compromiso político, derechos humanos y cultura popular.
En 2008 realizó una exposición de sus pinturas denominada Nosotras, argentinas, realizada en la sala de exposiciones de la Casa de Gobierno.y al finalizar el emplazamiento del monumento "DEL CIELO LOS VIERON LLEGAR" en casa rosada regresa del exilio y forma pareja con Roberto Baschetti. 

En 2012 publicó su libro Nora Patrich, en el que están representadas toda su obra de caballete, grabados, dibujos y esculturas. En 2014 presentó la denuncia penal en Argentina por el asesinato de Horacio Machi. Ese mismo año realizó una exposición en el Museo Evita llamado Sangre derramada, inaugurada el 22 de agosto, día de la masacre de Trelew.
En 2015 funda la editorial jironesdemivida y publica junto con Roberto Baschetti y Facundo Carman el libro Mujeres son las nuestras, que reúne fotografías, representaciones gráficas y material relacionado con las mujeres que militaron en el peronismo. Este mismo año emplaza en la plaza del pueblo de Maipú un busto de Evita
El film documental Testimonio de vida, relata su militancia y su obra artística.

## Obras
Algunas de sus obras en exhibición pública son:
- Mural Por las mujeres secuestradas-desaparecidas luego de dar a luz a sus hijos realizado en el Hospital Militar de Campo de Mayo, donde funcionó la maternidad clandestina del centro clandestino de detención el Campito.
- Monumento a las Víctimas del Bombardeo de la Plaza de Mayo De los cielos los vieron llegar, jardín de la Casa Rosada, a metros de Paseo Colón e Hipólito Yrigoyen.
- Volveré y seré millones, mural realizado en la Fundación Aieta de Gullo en el barrio de Flores.
- Busto recordatorio a Maria Eva Duarte de Perón, "EVITA" emplazado en la plaza en Maipú, Prov. de Bs.As.
- Escultura recordatoria a las víctimas del bombardeo a Plaza de mayo de 1955 emplazada en el Museo de Arte Moderno "Leonardo Favio", Lanús, Prov.de Bs.As.